# 德雷巴
德雷巴（德語：Dreba，發音：[ˈdʁeːba]）是德国图林根州萨勒-奥拉县曾经的一个市镇，面积12.47平方千米，2017年12月31日人口为229人。2019年12月31日，德雷巴与另外2个市镇并入市镇奥拉河畔诺伊施塔特。